# 克拉伦斯·托德
克拉伦斯·托德（英語：Clarence Todd，1892年5月17日—1973年3月30日），生于新南威尔士州，澳大利亚男子网球运动员。他曾获得澳大利亚网球公开赛男子双打冠军。他于1922年退役。